# 萬松寺

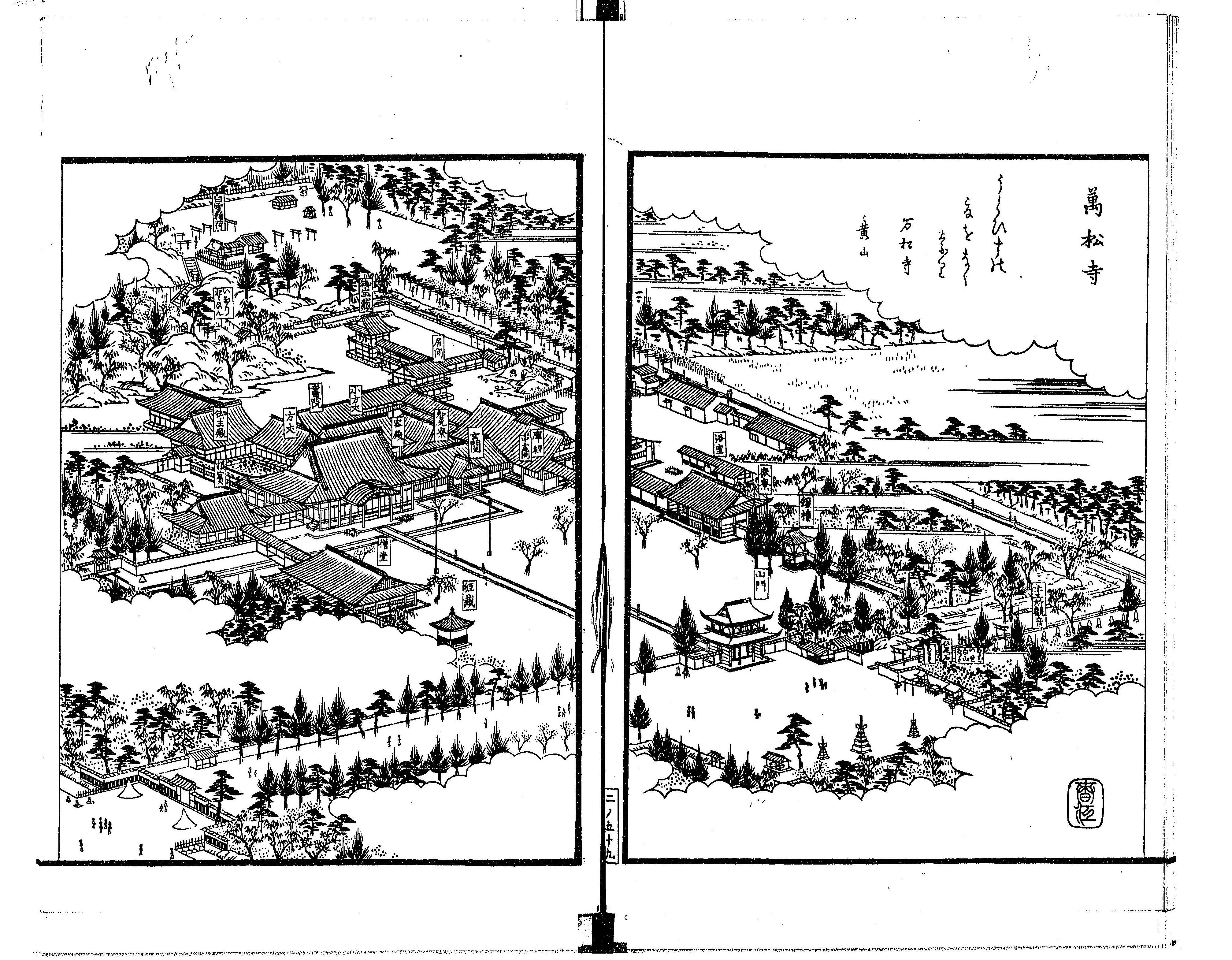
かつての萬松寺の様子（『尾張名所図会 前編　巻２　愛智郡』より「萬松寺」）

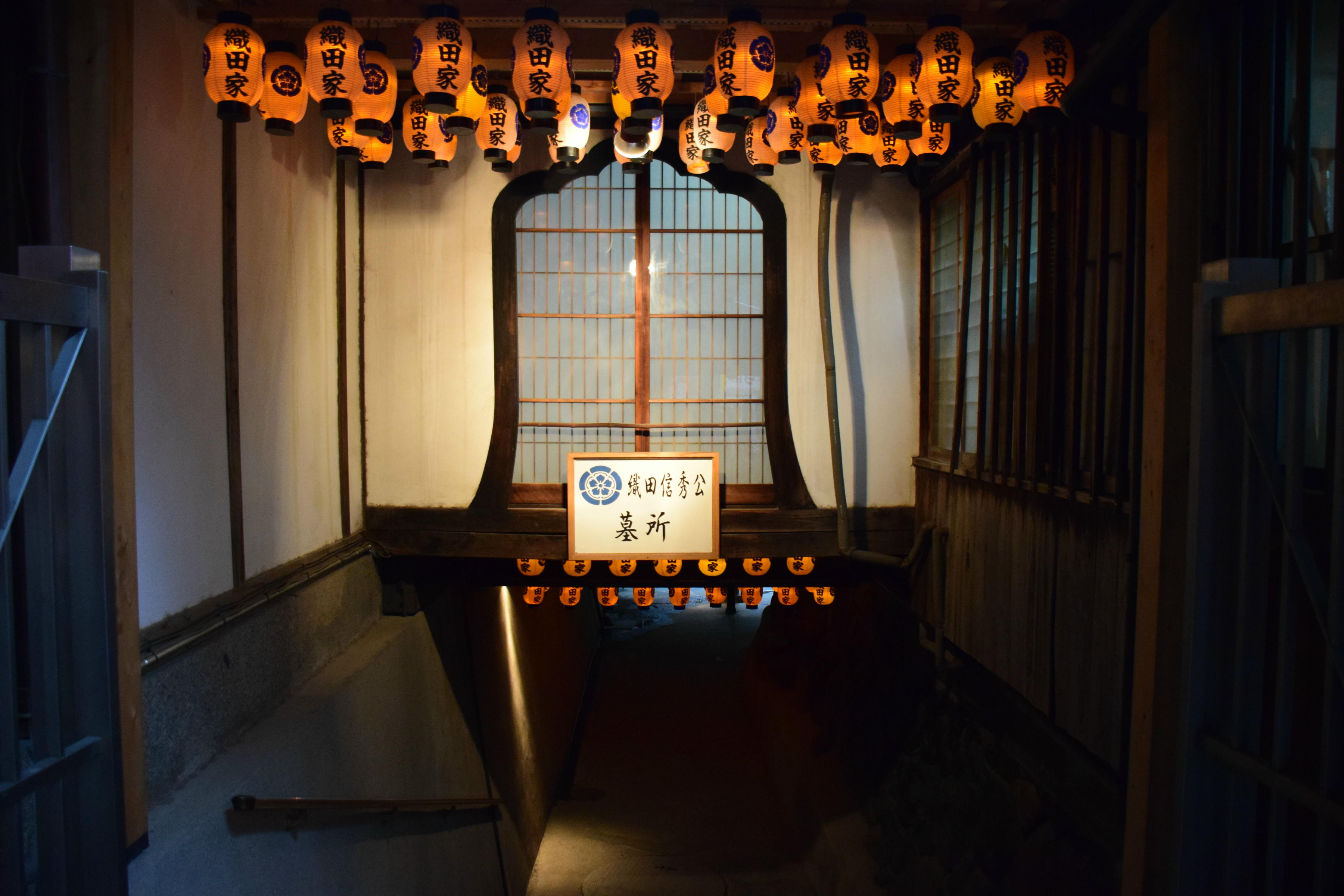
以前の織田信秀の墓入口

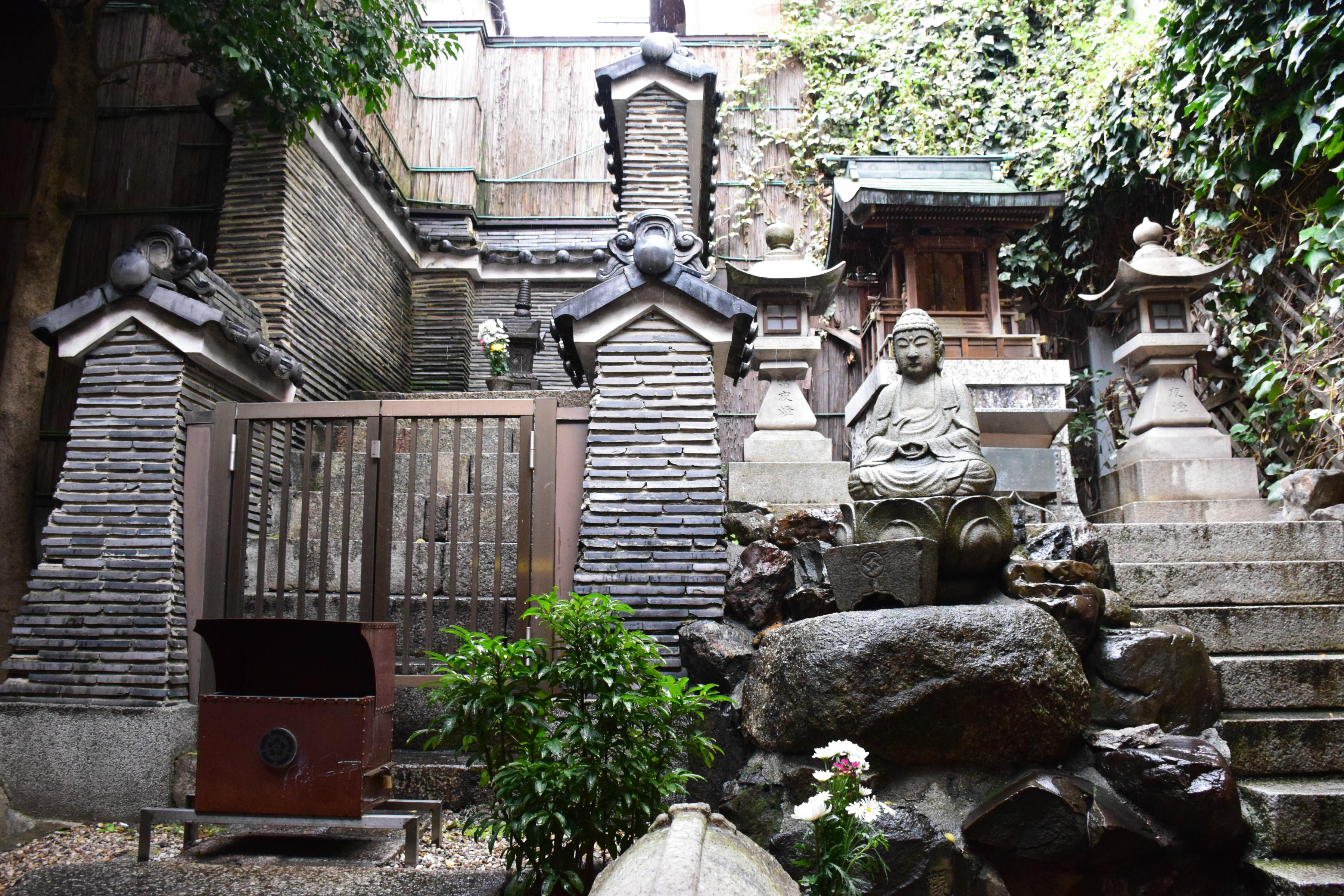
以前の織田信秀の墓

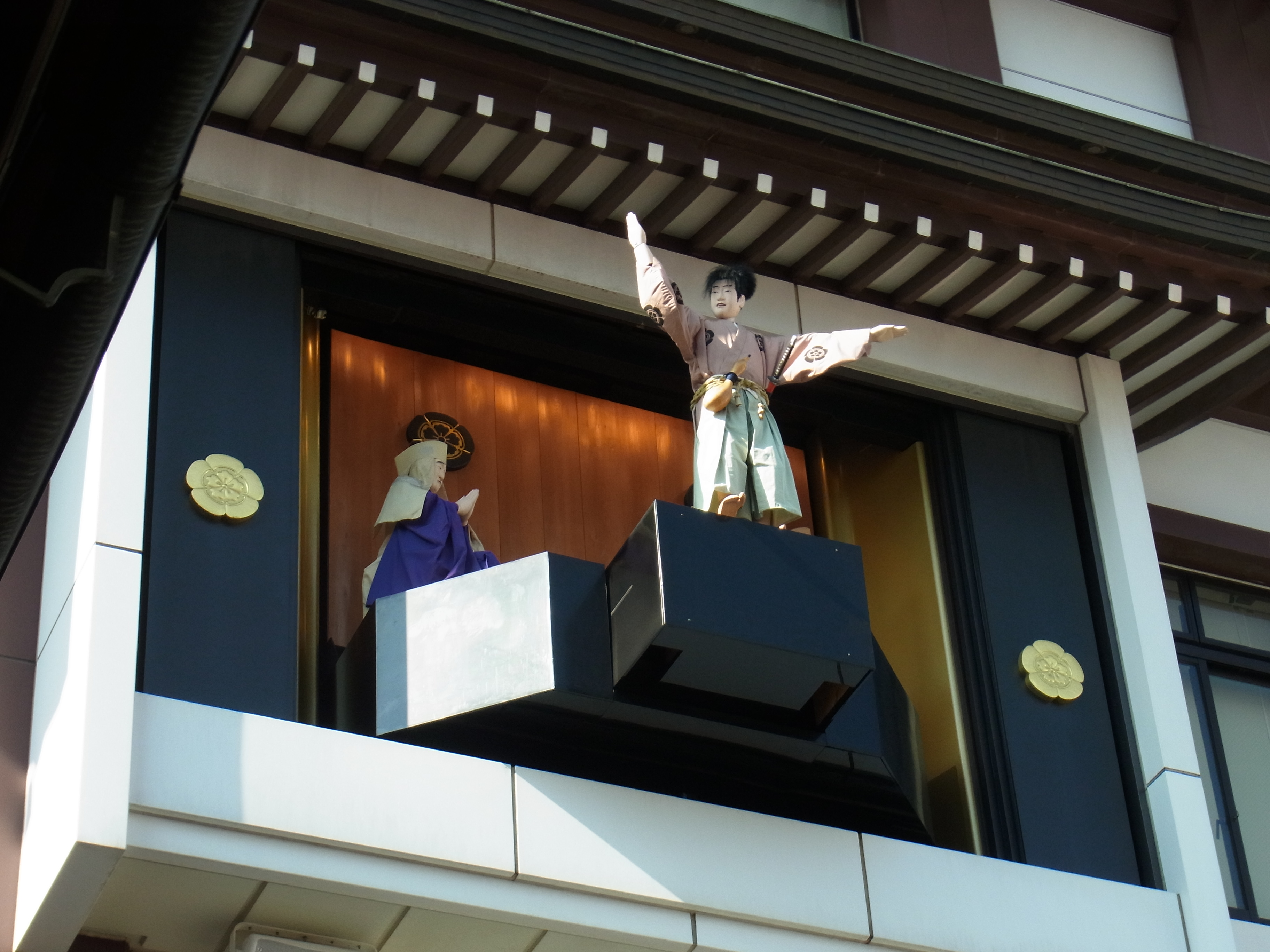
織田信長のからくり人形

萬松寺（ばんしょうじ）は、愛知県名古屋市中区大須にある単立の寺院。織田家の菩提寺として建立された。

## 概要
山号は亀嶽林（きがくりん）。本尊は十一面観世音菩薩。織田信長や徳川家康をはじめとする戦国武将との縁が深く、名古屋の歴史的観光名所にもなっている。テレビCMなどでは亀岳林 万松寺と表記される。

## 歴史
天文9年（1540年）、織田信秀により織田氏の菩提寺として那古野城の南側に建立された。開山には信秀の叔父にあたる雲興寺第8世・大雲永瑞和尚が迎えられた。当時は現在の中区錦と丸の内2丁目・3丁目にまたがる広大な寺領を持っていたが、慶長15年（1610年）、名古屋城を築く際に小林邑（現在の大須3丁目）に移建した。
移転後も尾張徳川家朱印寺として篤く信仰され、慶安4年（1651年）には徳川義直室高原院（亜相源敬公大夫人）の御霊屋（霊廟）を建立している。
1904年（明治37年）、シャム国から日本に分骨された仏舎利が覚王山日泰寺に運ばれた際には、萬松寺から行列が出発している。
1912年（大正元年）に第37世大円覚典和尚が寺領の山林の大部分を開放することを決断する。こうして開拓された町は現在の大須3丁目となり、萬松寺は再び賑わいを取り戻すこととなった。
1914年（大正3年）、高原院御霊屋は尾張徳川家の菩提寺である建中寺へ移築される。この御霊屋は1954年（昭和29年）に名古屋東照宮に移築されてその本殿となっている。
しかし、1945年（昭和20年）3月12日の名古屋大空襲で当寺は全焼し、大須も焦土と化した。
戦後、不動堂と稲荷堂は再建できたが、長らく本堂は再建されることはなかった。しかし、1994年（平成6年）4月、ついに本堂が地下1階、地上5階建ての鉄骨鉄筋コンクリート造の建築物として再建された。
大須一帯の大地主でもあり、万松寺ビルなどを保有している。2016年（平成28年）曹洞宗との被包括関係を廃止して単立寺院となった。
2017年（平成29年）には、2015年（平成27年）から行われていた不動堂および稲荷堂の建て替え工事が完了し、新諸堂「白龍館」としてオープンした。

## 歴史的出来事
織田信秀の葬儀の際に嫡男の織田信長が位牌に抹香を投げつけた事件は、大須に移る前の萬松寺が舞台である。
徳川家康は6歳で証人（人質）として今川義元の元に送られる途中で信秀に引き渡され、この寺で9歳まで過ごしたと伝わる。

## 境内
- 本堂
  - 1994年（平成6年）4月に建てられた地下1階、地上5階建ての鉄骨鉄筋コンクリート造の建物の1階が本堂になっている。2階は開山堂と位牌堂である。地下1階は納骨堂「逢恩閣」、3階は納骨堂「水晶殿」・「氣昇閣」、4階は納骨堂「瑞雲閣」、5階は納骨堂「天聚閣」、屋上は鐘楼堂となっている。

- 織田信秀供養塔

- 不動堂
  - 2017年（平成29年）に建てられた白龍館の1階にある。加藤清正が命名したと伝えられている身代わり不動明王石像が祀られている。その命名の由来は元亀元年（1570年）5月、千種街道を通っていた織田信長を杉谷善住坊が狙撃したところ、玉は信長が萬松寺の和尚から貰い受けていた干し餅に当たり助かった。信長は日頃信仰していた萬松寺の不動明王の加護のおかげであると深く感謝した、という話からきている。

- 白雪稲荷堂
  - 白龍館の1階にある。鎮守社。祀られている白雪枳尼真天は、当寺がここに移転してくる以前から現在地に祀られていたものである。

- 寺務所
  - 白龍館の1階にある。

## からくり人形
からくり人形は現在の萬松寺の名物として知られる。本堂に設置されたからくりは前述の「抹香投げつけ」と、桶狭間の戦いを前にして「敦盛を舞う」信長を再現したもので、人形師の8代目玉屋庄兵衛の手によるもの。2008年（平成20年）頃から故障したままとなっていたが、2011年（平成23年）6月から「あっぱれNIPPONプロジェクト」の一環として修復に着手しその年の大晦日に修復が完了、公開された。修復担当は9代目玉屋庄兵衛である。
また、かつての境内で寺の向かいに建つ万松寺ビルにも白雪稲荷のからくり人形があったが、こちらも2008年（平成20年）頃から故障してしまい、2015年（平成27年）に撤去された。

## 将棋との関係
2017年（平成29年）の建替工事では、将棋のタイトル戦の開催を見据え、テレビカメラの配線や天井カメラへの対応など対局中継に対応したカスタマイズが加えられた。当時の若住職が将棋ファンで「愛知の将棋界を盛り上げたい」として誘致に踏み切ったという。2018年（平成30年）に名人戦を開催したのを皮切りに、以後棋聖戦・叡王戦・竜王戦の開催実績がある。寺でも「将棋タイトル戦特設サイト」を開設するなど、将棋関連の情報発信に力を入れている。
また向かいの万松寺ビルでは、2020年（令和2年）度より日本将棋連盟・東海研修会の例会も開かれている。

## かつて存在した墓
第二次世界大戦後、名古屋市の戦災復興事業で境内にあった多くの墓が愛知県名古屋市千種区平和公園内の万松寺墓地に移転改葬された。
- 織田信秀 - 開基。しかし供養塔は当寺に残る。
- 大雲永瑞 - 開山。
- 大原幽学 - 江戸時代後期の農政学者。
- 沢井貞増 - 尾張藩士。青松葉事件に連座。
- 大道寺雨田
- 牧墨僊 - 尾張藩士。浮世絵師や銅版画家として知られる。
- 海厳宗奕 - 智光大通禅師・永平寺第21世。佐々成政の孫。
- 瑞岡珍牛 - 永平寺第36世、萬松寺第27世、永平寺名古屋別院開山。

## 交通手段
- 名古屋市営地下鉄名城線・鶴舞線「上前津駅」より徒歩で約3分。